# Дунга
Карлош Каетано Бледорн Вери (на португалски: Carlos Caetano Bledorn Verri), по-известен с псевдонима си Дунга (браз. произношение: [ˈdũɡɐ]) е бразилски футболист и треньор.
Дунга заедно с испанеца Шави са единствените двама състезатели в историята на футбола, които със своите национални отбори са участвали на всички световни надпревари - световно първенство, олимпийски игри, Купа на конфедерациите и континентален шампионат (Копа Америка / Европейско първенство).

## Името Дунга
Като дете Карлош е бил нисък на ръст. Неговият чичо Клаудио го е наричал „Дунга“, име което носи едно от седемте джуджета във филмовата продукция на Уолт Дисни по приказката на Братя Грим. (на английски: Soneca, Dengoso, Feliz, Atchim, Mestre, Zangado and Dunga). Има италиански и немски корени.

## Състезателна кариера
Започва състезателната си кариера в отбора на Интернасионал, като в периода 1980-84 година печели три титли на щата Рио Гранди до Сул. В периода 1984-87 г. за кратко носи екипите на Коринтианс и Сантош, но без съществени успехи. През 1987 г. подписва с Вашко да Гама и става шампион на щата Рио де Жанейро.
През същата година преминава в Серия А на Италия и в продължение на шест сезона носи екипите на Пиза, Фиорентина и Пескара.
През 1993 г. преминава в Щутгарт, където е съотборник с Красимир Балъков, Джовани Елбер и Фреди Бобич.
В периода 1995–98 се състезава за японския Джубило Ивата, с когото става шампион на Япония за 1997 г. Същата година е избран и за Футболист на годината в Япония.
Завършва кариерата си през 2000 г. в родния Интернасионал.

## Национален отбор
Дебютира за младежите през 1983 г. на световното първенство за младежи. Дунга дори е капитан на бразилския отбор, с който печели турнира, побеждавайки на финала Аржентина. Година по-късно е част от олимпийския отбор на Бразилия, печелейки сребърен медал на Летните олимпийски игри в Лос Анджелис 1984. Тогава Дунга започва да получава покани и за първия отбор на Бразилия, с който печели през 1989 г. Копа Америка, побеждавайки Уругвай на стадион Маракана.
За националния отбор на Бразилия Дунга има записани 91 срещи, в които отбелязва шест гола. Дългогодишен капитан на „селесао“, с който участва на три световни първенства, като е неизменна част от титулярния състав. На Мондиал 90 отпада на осминафиналите от Аржентина. С капитанската лента извежда „кариоките“ до световната титла на Мондиал 94 и губи финала на Мондиал 98. На тези две първенства Дунга попада в идеалния отбор на турнира.

## Треньорска кариера
На 24 юли 2006 г., въпреки че Дунга няма треньорския опит, е обявен за национален селекционер на бразилския национален отбор, като заместник на Карлош Алберто Парейра. Въпреки това прави впечатляващ старт с отбора, като печели четири от първите си пет мача.
През 2007 г. извежда Бразилия до поредна титла в турнира Копа Америка, побеждавайки на финала с 3-0 Аржентина.
На 28 юни 2009 г. печели със „селесао“ турнира за купата на конфедерациите в Южна Африка.
На Мондиал 2010 Бразилия стигат до четвъртфиналите, където губят с 2-1 от Холандия. След отпадането от турнира Дунга подава оставка.
На 12 декември 2012 г. Дунга е назначен за треньор на Интернасионал, където започва и завършва кариерата си като футболист. Става шампион на щата Рио Гранди до Сул, но на следващата година е освободен от поста си след серия от загуби.
На 22 юли 2014 г. след фиаското на Мондиал 2014 Дунга поема за втори път Бразилия, наследявайки на поста Луиш Фелипе Сколари.

## Успехи

### Като футболист
Интернасионал
- Кампеонато Гаучо (3): 1982, 1983, 1984

 Вашко да Гама
- Кампеонато Кариока (1): 1987

 Джубило Ивата
- Джей Лига (1): 1997
- Футболист на годината в Япония (1): 1997

 Бразилия до 20
- Световно първенство по футбол за младежи (1): 1983
- Копа Америка за младежи

 Бразилия
- Олимпийски футболен турнир -  Лос Анджелис 1984
- Световно първенство (1): САЩ 94
  - Финалист (1): Франция 98
- Купа на конфедерациите (1): 1997
- Копа Америка (2): 1989, 1997
  - Финалист (1): 1995

### Като треньор
Бразилия
- Копа Америка (1): 2007
- Купа на конфедерациите (1): 2009
- Олимпийски футболен турнир -  Пекин 2008

 Интернасионал
- Кампеонато Гаучо (1): 2013